# Neit

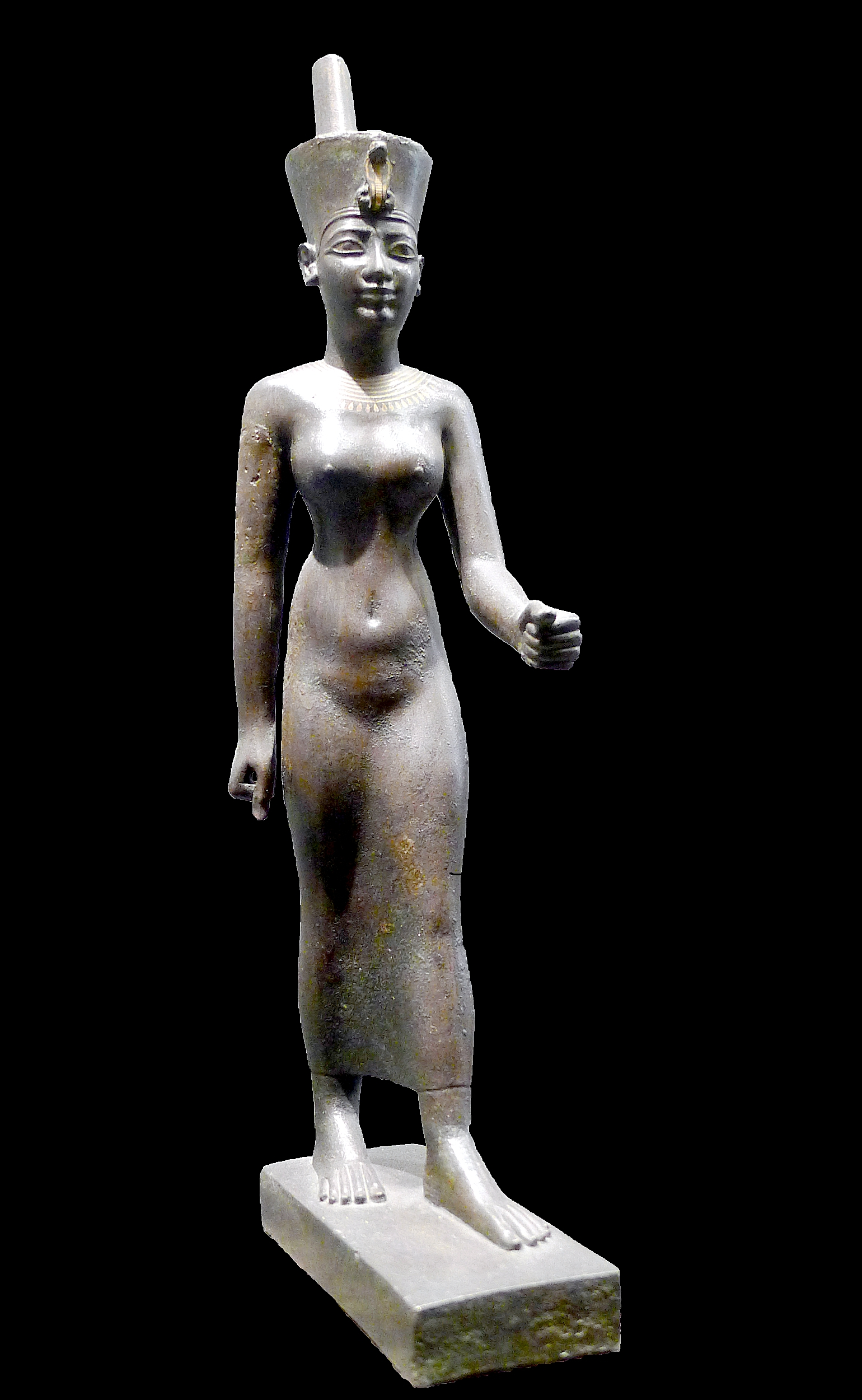
Brązowa statuetka Neit z Epoki Późnej (Muzeum Luwru)

Neit (Neith, Net) – w mitologii egipskiej bogini matka, pierwotnie dolnoegipskie lokalne bóstwo miasta Sais.

## Geneza i rozwój kultu
Jej imię oznaczało Straszliwa lub Groźna; w Delcie była pradawnym bóstwem miejscowym (być może pochodzenia libijskiego, na co wskazywałyby jej główne atrybuty). Powstanie jej kultu wywodzone jest od fetysza złożonego z dwóch skrzyżowanych strzał i tarczy, który następnie przyjął postać wojowniczej bogini i opiekunki domostwa, wyobrażanej jako kobieta z łukiem i strzałami. Nie są znane jej wyobrażenia zoomorficzne; bywała jedynie przedstawiana z karmionymi piersią dwoma krokodylami, symbolizującymi Szu i Tefnut (albo Re i Ozyrysa).

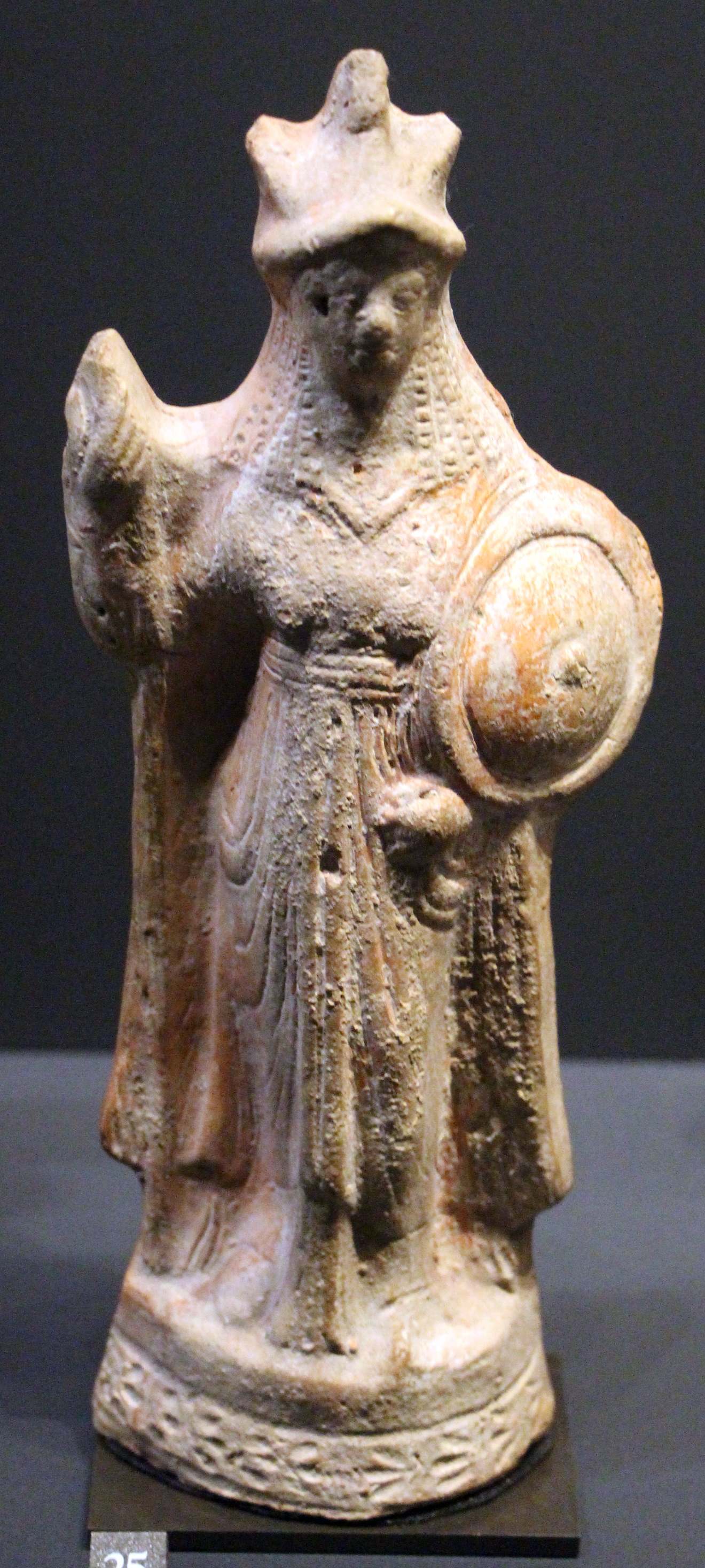
Neit jako Atena z tarczą i pochodnią (figurka terakotowa z III wieku p.n.e.)

W okresie predynastycznym była wraz z Uto boginią Delty, po zjednoczeniu kult „wojowniczej dziewicy” upowszechnił się również w Górnym Egipcie. W okresie archaicznym stała się bóstwem opiekuńczym królowych, następnie i samych faraonów, którym jako bogini królewska symbolicznie nakładała koronę. W epoce Starego Państwa miała ośrodki kultu w całym Egipcie (m.in. w Esna, Abydos, Memfis). 
W sztuce przedstawiana była jako dzierżąca łuk i strzały kobieta w czerwonej koronie Dolnego Egiptu. Ukazywano ją także z symbolem dwóch złączonych łuków noszonym na głowie, co uzasadniało jej przydomek „Pani Łuków”. Największe znaczenie i szczególną popularność osiągnęła w czasach rządów XXVI dynastii (tzw. saickiej), kiedy na kilkadziesiąt lat zyskała rangę bogini państwowej. Przez Greków i w okresie hellenistycznym utożsamiana była z Ateną ze względu na wojenne atrybuty i związek z rzemiosłami.
Dedykowanym jej świętem była opisywana przez Herodota „noc świateł” w Sais, gdy jego mieszkańcy palili lampy oliwne pod gołym niebem, a w całym Egipcie iluminowali swe domy ci, którzy nie mogli udać się z pielgrzymką do tamtejszego sanktuarium. Ono samo wraz z biblioteką, których zewnętrzne mury oglądał Champollion, a w starożytności zwiedzane przez Herodota i Platona, uległy całkowitemu zniszczeniu. Święto przybycia bogini do Sais obchodzono nawet w górnoegipskiej Tebaidzie, gdzie w Esna przypadało ono 13 dnia miesiąca Epifi (w końcu maja). 

## W mitologii
W mitologii Egipcjan uważano ją za matkę boga-krokodyla Sobka oraz bogini Tefnut; miała też stworzyć kosmicznego węża Apepa. Z czasem zaczęto ją określać jako pozbawioną płci praboginię – matkę wszystkich bogów (zwłaszcza Re) i nadawano jej postać niebiańskiej krowy Mehetueret, której swe powstanie zawdzięczało niebo jeszcze przed początkami wszelkiego życia. Teologiczne dedukcje dopatrywały się w niej połączenia sił męskich i żeńskich. Wraz z Chnumem, z którym w Esna należała do miejscowej triady bogów, miała kształtować istoty ludzkie na kole garncarskim. W mitach cyklu ozyriackiego występuje już w Tekstach Piramid, zawsze jako wierna stronniczka Ozyrysa i Horusa.
| n · t | R25 | B1 |

| n · t | R25 | B1 |

Według mitów miała ludzi nauczyć sztuki tkackiej. Stała się także opiekunką zmarłych, przedstawiana np. w scenach obdarzania ich jadłem i piciem po przybyciu w zaświaty. Chroniła ich tam przed demonami, a ich ciała przed zniszczeniem jako wynalazczyni bandaży dla mumii. Z Izydą, Neftydą i Selkit pełniła też rolę strażniczki wnętrzności zmarłych, co wywodzono z zapisanej w Tekstach Piramid tradycji czuwania przez nie nad zwłokami Ozyrysa. W dawnych epokach z jej funkcją ochronną łączono zwyczaj umieszczania broni wokół trumny. 